# Anthenay
Anthenay is een gemeente in het Franse departement Marne (regio Grand Est) en telt 69 inwoners (2009). De plaats maakt deel uit van het arrondissement Reims.

## Geografie
De oppervlakte van Anthenay bedraagt 6,5 km², de bevolkingsdichtheid is dus 10,6 inwoners per km².
De onderstaande kaart toont de ligging van Anthenay met de belangrijkste infrastructuur en aangrenzende gemeenten.

## Demografie
Onderstaande figuur toont het verloop van het inwonertal (bron: INSEE-tellingen).